# Lophistomus
Lophistomus is een geslacht van kevers uit de familie bladkevers (Chrysomelidae).
De wetenschappelijke naam van het geslacht werd in 1896 gepubliceerd door Julius Weise.

## Soorten
- Lophistomus mandibularis (Jacoby, 1901)